# Trận Kunersdorf
Trận Kunersdorf, còn viết là Trận Cunnersdorf, là một trận đánh lớn giữa Phổ và quân Đồng minh Nga-Áo trong Chiến tranh Bảy năm, diễn ra vào ngày 12 tháng tám 1759, gần Kunersdorf, phía đông Phrăngphruốc ngày nay. Tại trận đánh này, 5 vạn quân Phổ do vua Friedrich II Đại Đế đã bị đánh tan tác bởi quân Đồng minh Nga-Áo do Tổng tư lệnh Pyotr Semyonovich Saltykov chỉ huy. Trong số 5 vạn quân Phổ chỉ có 3 nghìn người chạy về được kinh đô Berlin, còn lại đều bị giết, bị thương hoặc chạy tán loạn. Đây được xem là thất bại thê lương nhất của vua Friedrich II của Phổ (tức là Friedrich II Đại Đế), với bản thân ông cũng chỉ thoát nạn trong gang tấc.
Chiến thắng huy hoàng của lực lượng Quân đội Nga trong trận huyết chiến tại Kunersdorf, tiếp nối thắng lợi to lớn của họ trong trận Palzig trước đó, đã đưa chiến dịch năm 1759 được coi là một chiến tích lẫy lừng của nước Nga trong cuộc Chiến tranh Bảy Năm, biểu dương sâu sắc sức mạnh của quân Nga. Ngoài ra, thắng lợi này cũng chứng tỏ sức mạnh của quân đội Áo. Tuy nhiên, nhà vua Friedrich II Đại Đế đã hồi phục, điều này ông gọi là "Phép lạ của Nhà Brandenburg". Dẫu có thảm bại, ông vẫn tiếp tục theo đuổi chiến tranh vì quyền lợi của đất nước.

## Chuẩn bị trận đánh
Ngày 31 tháng 7 năm 1759, quân Nga chiếm Phrăngphruốc. Sau đó vào tháng 8 cùng năm quân Phổ do Karl Heinrich von Wedel chỉ huy bị đánh bại tại Trận Kay. Những sự kiện đó khiến vùng trung tâm của Phổ là Berlin-Brandenburg bị đe dọa và Phriđrích II quyết định phải nhanh chóng đánh tan quân đồng minh Nga-Áo tại đây để giải trừ mối nguy hại đối với kinh đô của mình.
Quân đồng minh Nga-Áo đóng tại 3 điểm cao trong trận địa, vây bọc bởi các khe sâu và những vùng đất thấp nhầy nhụa. Đội hình quân Đồng minh được bảo vệ bởi nhiều chiến hào và các khẩu đội pháo bố trí trên đỉnh đồi - sự bố trí như vậy vừa thuận lợi cho phòng thủ vừa tránh bị quân địch tấn công. Theo kế hoạch của tư lệnh Saltykov, quân đồng minh sẽ để cho người Phổ tấn công vào cánh trái của mình - vốn được bảo vệ bởi các công sự vững chắc và địa hình phức tạp - nhằm tiêu hao sức mạnh của quân đội Phổ. Khi quân Phổ bắt đầu thấm mệt thì trung quân và cánh phải của quân Liên minh sẽ tung đòn tấn công đánh tan quân địch. Tuy nhiên vào sáng sớm ngày 12 tháng 8, quân Phổ đã có mặt tại sông Oder và bắt đầu vượt sông tiến đánh quân Liên minh Nga-Áo trong khi công sự bảo vệ cánh trái của quân đồng minh vẫn chưa được hoàn tất.

## Diễn biến
Trận đánh bắt đầu vào 9 giờ sáng bằng những loạt bắn phá của Pháo binh Phổ vào cánh trái của quân Liên minh, và một tiếng sau thì Pháo binh Nga cũng bắt đầu đáp trả. Tuy nhiên, việc chưa kịp củng cố trận tuyến tại cánh trái đã gây ra thảm họa cho quân Nga. Nằm ngoài ngôi làng, trong một thung lũng và chưa kịp chuẩn bị gì nhiều, binh sĩ Nga tại đây trở thành miếng mồi ngon cho đại bác Phổ. Nhiều binh lính và công nhân bị giết ngay trong các loạt pháo đầu tiên này. Nhận thấy sự yếu kém của cánh trái quân đồng minh, vào 11 giờ Friedrich II xua quân ồ ạt tấn công vào khu vực này, nhanh chóng phá vỡ trận tuyến quân Nga và bắt được nhiều khẩu pháo. Quân Nga buộc phải rút vào làng để tránh thương vong. Tư lệnh Saltykov buộc phải điều các lực lượng dự bị và một số đơn vị quân ở cánh phải vào tăng cường cho trung tâm và cánh trái. Đến 6 giờ chiều, quân Phổ đã bắt được phần lớn số pháo của Nga (180 khẩu) và 5 nghìn tù binh. Dường như chiến thắng đã nằm trong tầm tay nhà vua Phổ, và vương đệ của ông đã đề nghị nhà vua chủ động ngưng cuộc chiến để bảo toàn thắng lợi. Nhưng nhà vua nước Phổ lại muốn phát huy thắng lợi ban đầu của ông nên quyết định tiếp tục chiến đấu. Ông cũng yêu cầu mang số tù binh và số pháo chiến lợi phẩm về kinh đô Berlin để chào mừng chiến thắng.
Trận chiến tiếp tục tại một nghĩa trang Do Thái gần đó, nơi tọa lạc của trận địa pháo Nga cũ. Quân Phổ liên tiếp mở nhiều đợt tấn công vào cao điểm Spitsbergen nhằm chọc thủng phòng tuyến quân Nga ở đây; nhưng các binh sĩ Nga dưới sự chỉ huy tài tình của Pyotr Aleksandrovich Rumyantsev đã chiến đấu dũng cảm và chặn đứng các đợt công kích của người Phổ. Phía Nga cũng liên tục gửi thêm quân từ cao điểm Yudenberg sang để củng cố trận địa. Trong một nỗ lực nhằm đột phá thế giằng co, Friedrich II tung đội kị binh do Friedrich Wilhelm von Seydlitz chỉ huy - một lực lượng được đánh giá là tinh nhuệ nhất châu Âu vào trận tuyến. Tuy nhiên địa hình phức tạp của trận địa đã gây nhiều khó khăn cho kỵ binh Phổ, và họ buộc phải tháo lui dưới làn mưa đạn pháo của quân Nga. Lực lượng long kị binh của Vương công xứ Württemberg thì khá hơn, họ chọc thủng được phòng tuyến quân Nga và tiến được đến Spitsbergen, có điều ngay lập tức người Nga trả lời bằng một loạt đạn chùm của đại bác. Nhiều tướng lĩnh Phổ bị thương, trong đó có Seydlitz bị thương nghiêm trọng. Bản thân Phriđrích II cũng suýt mất mạng nếu không nhờ miếng vàng trong túi áo của ông đã đỡ một viên đạn bắn thẳng vào ngực nhà vua, còn con ngựa của ông cũng bị mảnh đạn văng trúng mà chết. Tuyệt vọng, Phriđrích tung lực lượng dự bị cuối cùng của mình: đoàn quân Thiết kỵ binh vào trận địa và thu được chút thành quả, nhưng cũng không giải quyết được thế bế tắc. Các cuộc tấn công liên tục bị bẻ gãy, quân Phổ thiệt hại nặng và rút lui trong hỗn loạn. Quân kị binh dự bị Áo cũng được tung vào trận địa và góp phần lớn trong việc chặn đứng các đợt tấn công của Phổ.
Thấy rõ quân Phổ đã mệt lả, Saltykov liền ra lệnh phản ông. Quân kỵ binh Nga-Áo (bao gồm các kị binh nặng Nga, kị binh Áo, kị binh Croatia và Canmức) đã ồ ạt xung phong như trời long đất lở. Quân đội Phổ mệt nhoài ngay lập tức bị đánh tan tác và mạnh ai nấy chạy thục mạng. Vua Phổ Friedrich II may mắn lắm mới không bị bắt làm tù binh. Bản thân nhà vua cũng bị thương và ba con ngựa chiến của ông đều trúng đạn ngã quỵ. Máu tươi của những con ngựa này thấm đỏ vào cả quần áo lót của Friedrich. Tuy nhiên nhà vua vẫn đứng yên một mình trên ngọn đồi với thanh trường kiếm trong tay, dự định là sẽ chiến đấu đến chết. Lúc ấy, Sĩ quan tùy tùng của ông và một toán Khinh Kỵ binh Ziethen do Đại úy Ernst Sylvius von Prittwitz chỉ huy kéo đến. Quân Cossack dữ tợn cũng đã đến gần vua Phổ. "Prittwitz, Ta đã thua trận !" (Prittwitz, ich bin verloren) - ông thét lên. Prittwitz hừng hực khí thế đáp trả:
| “                             | Không, thưa Bệ hạ ! (Nein, Ihro Majestät !) | ” |
| — Ernst Sylvius von Prittwitz |                                             |   |

Sau đó Prittwitz chặn đánh, tiêu diệt hoặc là đuổi quân Cossack đi hướng khác. Các Sĩ quan tùy tùng nắm lấy dây cương ngựa của nhà vua và cùng ông thúc ngựa phi nước đại khỏi chiến địa. Trận đánh đã kết thúc với thắng lợi toàn diện của liên quân Nga - Áo.

## Kết quả
Thương vong của Nga và Áo bị mất gần 15 nghìn quân (khoảng 5 nghìn liệt sĩ). Tổn thất của quân Nga trong trận này xem ra cũng cao không kém trận Zorndorf trước đó. Về phía Phổ, đây là một thất bại ê chề với 6 nghìn người chết, 13 nghìn người bị thương, 172 khẩu pháo bị bắt (164 trong số đó là các khẩu pháo của Nga bị Phổ lấy mất trong đầu trận), 26 nghìn binh sĩ khác thì mạnh ai nấy chạy tán loạn. Chiếc mũ đội đầu của vua Phổ cũng bị lính Nga lấy mất và hiện nó được trưng bày trong bảo tàng Aleksandr Suvorov ở Xanh Pêtécbua. Ban đầu Friedrich ra đi với 5 vạn quân, sau trận đánh thì chỉ còn 3 nghìn binh sĩ theo nhà vua về đến đế đô Berlin. Đối với ông, đây là một thảm kịch ghê gớm nhất trong suốt con đường võ nghiệp lâu dài của ông, gây tàn phá rất nặng cho đất nước của ông. Sau trận Hochkirch, một lần nữa ông đã đại bại. Song, thất bại này là một lần hiếm hoi mà chiến thuật "đánh xiên" của ông không được khả thi. Cố Thủ tướng Đức là Otto von Bismarck, khi viết về bản lĩnh của Friedrich II Đại Đế và Hoàng đế (Kaiser) Wilhelm I về sau, có nêu trận Kunersdorf ra như một trường hợp về thái độ chủ quan của vị vua Phổ thiên tài.
Nếu trận Kunersdorf - một trận đánh được biết đến nhiều trong cuộc Chiến tranh Bảy Năm - là thảm họa của Phriđrích II thì nó lại đem lại tuyệt đỉnh vinh quang cho Xanticốp. Sau chiến thắng Kunersdorf, vị tư lệnh được nữ Sa hoàng Elizaveta của Nga phong hàm Nguyên soái và ban thưởng cho một huy chương có khắc dòng chữ "Người đánh bại quân Phổ" (Победителю над пруссаками). Còn Đại Công nương Maria Theresa của Áo tặng ông một chiếc nhẫn kim cương và một hộp đựng thuốc lá cũng được nạm kim cương. Tuy nhiên, vị Nguyên soái đã khiêm nhường nhận xét rằng những binh sĩ và thuộc tướng Nga dưới quyền ông đã góp phần không nhỏ cho chiến thắng Kunersdorf và ông có được chiến thắng này nhờ nắm trong tay rất nhiều tướng sĩ giỏi giang và dũng cảm. Có sách cho rằng, chính những người lính Nga đã đánh bại Friedrich II Đại Đế ở Kunersdorf chứ không phải là có võ tướng Nga. Thắng lợi ấy cũng được xem là chứng tỏ sức mạnh của lực lượng Pháo binh Nga cùng với sự di chuyển mau lẹ và mãnh liệt của quân Bộ binh Nga. Với việc quân sĩ của Friedrich II Đại Đế bị tan nát khi tấn công phòng tuyến của quân Nga, chiến tích vẻ vang ở Kunersdorf đã đi vào lịch sử như một trong những thắng lợi gắn liền với quá trình trỗi dậy của Đế quốc Nga, và cũng được coi là thể hiện khả năng phòng vệ tốt của quân Nga, cùng với các trận Poltava, Eylau, Borodino, Sevastopol hay hải chiến cảng Lữ Thuận. Hai trận Kunersdorf và Borodino được đánh giá là thể hiện chủ nghĩa anh hùng bất khuất cũng như sức mạnh của quân Nga. Với sự bền bỉ và lòng quả cảm phi thường của quân Nga được coi là đã thể hiện trong các trận đánh ở Zorndorf, Kunersdorf chống lại các dũng binh của Friedrich II Đại Đế và cuộc truy kích khi Napoléon Bonaparte chạy khỏi Moskva thì quân Nga đã đi vào lịch sử như một kẻ thù ghê gớm của cả Quốc vương Phổ lẫn Hoàng đế Pháp. Khi những tuyến quân của nhà vua nước Phổ đối diện với quân Nga, ông đã giành chiến thắng đắt giá nhất của ông là trận Zorndorf và chuốc lấy thất bại đắt giá nhất của ông là trận Kunersdorf.
Elizaveta còn vui sướng với thắng lợi này hơn cả với chiến thắng của quân Nga ở trận Gross-Jägersdorf hai năm về trước. Tuy nhiên, do lo sợ thế lực đang lên của quân Nga sau chiến thắng, người Áo dường như không hành động gì nhiều để giúp đỡ quân Nga trong cuộc truy kích tàn binh Phổ (thực chất thắng lợi này cũng chứng tỏ sức mạnh của quân đội Áo). Thế là Phriđrích có cơ hội hồi sức: 4 ngày sau đó, số binh sĩ tản mác được tập hợp gần như đầy đủ và vị vua Phổ có trong tay một đạo tàn binh kha khá chừng 32 nghìn quân và 50 khẩu pháo. Sự lề mề, thiếu đồng bộ của quân đồng minh đã khiến họ nhiều lần bỏ qua cơ hội nghìn vàng để dứt điểm hoàn toàn quân Phổ, điều này cho Phriđrích II có đủ thời gian để tiếp tục huy động người và của kéo dài cuộc chiến - điều này góp phần không nhỏ đến sự hình thành của "phép lạ nhà Bradenburg" đã cứu nước Phổ thoát khỏi thất bại trong cuộc chiến tranh. Thành thử, đại thắng ở Kunersdorf đã không thể dẫn đến một cái kết nào cho chiến tranh. Trong suốt cuộc chiến, người Áo không bao giờ nhận thức được rằng quân Nga luôn thất bại trong việc phát huy thắng lợi của mình, mà điển hình như là chiến thắng Kunersdorf
Trận Kunersdorf là trận đánh đầu tiên mà đơn vị pháo đội kỵ binh chuyên nghiệp đã được triển khai. Đây là sự kết hợp của kỵ binh và pháo binh, trong đó toàn bộ thành phiên của pháo đội hoàn toàn cưỡi ngựa và pháo cũng được ngựa kéo. Các đơn vị này chỉ mới thành lập cách đó không lâu và chiến đấu trong đội hình Phổ. Mặc dù bị tiêu diệt trong trận đánh, lực lượng này đã được tổ chức lại trong cùng năm và đã tham chiến trong trận Maxen .
Friedrich Đại đế đã viết thư cho kinh kỳ Berlin vào tối sau cuộc chiến:
| “ | Sáng nay lúc 11 giờ Trẫm đã tấn công tặc binh... Tất cả quân đội của Trẫm đã lập nên kỳ tích, nhưng bị thiệt hại bi thương. Quân ta đã vào nhầm lẫn. Trẫm lắp ráp chúng ba lần. Cuối cùng tôi ở trong nguy cơ bị bắt và đã phải rút lui. Áo khoác của Trẫm bị các viên đạn xuyên thủng, hai con ngựa chiến của Trẫm đã bị bắn chết. Bất hạnh của Trẫm là Trẫm vẫn còn sống... Quân ta thua rất to: Để Trẫm vẫn còn 3.000 lính từ một đội quân 48.000 người. Tại thời điểm này, trong đó Trẫm báo cáo tất cả điều này, tất cả mọi người là trên chạy, Trẫm không có chủ nhiều hơn đội quân của mình. Tư duy của sự an toàn của bất cứ ai ở Berlin là một hoạt động tốt... Đó là một thất bại tàn nhẫn mà Trẫm sẽ không tồn tại. Các hậu quả của trận đánh sẽ thể tồi tệ hơn trong cuộc chiến đó. Trẫm không có bất kỳ nguồn lực nhiều hơn, và - thẳng thắn thú nhận - Trẫm tin rằng mọi thứ đã mất. Trẫm sẽ không thể sống còn trong cảnh vong quốc. Từ biệt mãi ! | ” |

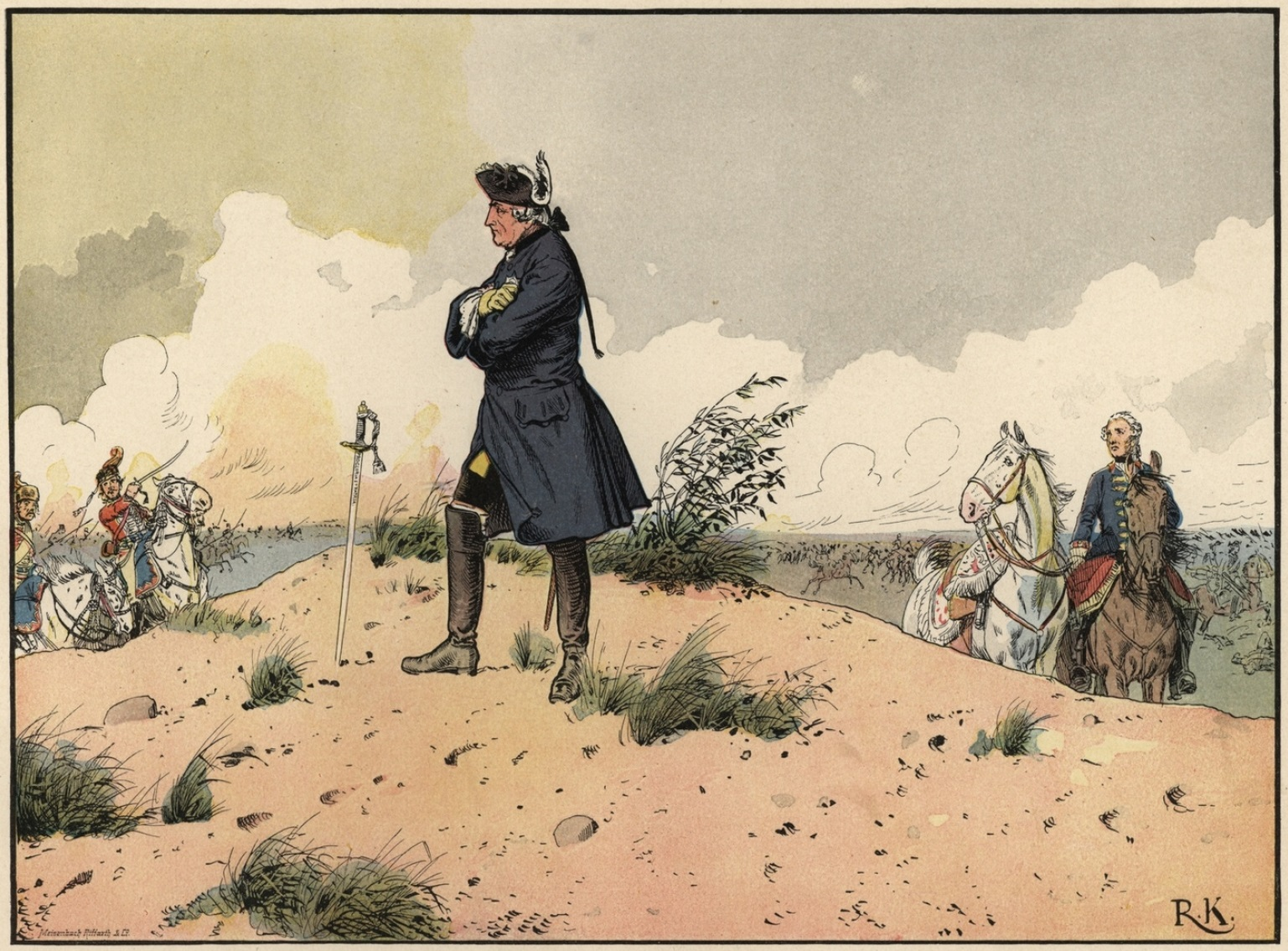
Phriđrích II sau thảm họa Kunersdorf, họa phẩm của Richard Knötel.

Nhưng quân Nga không truy kích, hào khí của vua Friedrich II Đại Đế và toàn quân nhanh chóng hồi phục. Sau trận Kunersdorf (cũng như trận Kolín trước kia), ba quân vẫn tôn sùng nhà vua như thể sau những chiến thắng hiển hách của ông vậy. Ngoài ra, chiến thắng của liên quân Tây Đức dưới sự chỉ huy của Thống chế Phổ - Vương công Ferdinand xứ Brunswick trước quân Pháp trong trận Minden cùng năm đã giảm bớt gánh nặng cho ông sau cuộc tranh đấu ác liệt với quân Nga và thảm bại Kunersdorf. Dù vậy, thảm bại này đã xóa mất những ý nghĩa của các thắng lợi của ông trước kia, gây tổn hại đến danh tiếng của ông như là một nhà chỉ huy quân sự tài năng và chiến dịch năm 1759 trở thành một "chiến dịch tồi tệ" của ông. Tuy quân đội Sa hoàng đã không thể hạ gục nước Phổ sau khi đại thắng vua Phổ, giờ đây ông đã lâm vào hiểm nguy. Sau trận Kunersdorf - vốn cũng thể hiện thiên tài quân sự của ông như các trận thắng của ông vậy, quân ông còn gặp phải vài chiến bại nữa, nhưng rồi ông vẫn sống sót sau chiến dịch khủng khiếp vào năm 1759. Ấy là nhờ những cống hiến của Hoàng thân Friedrich Heinrich Ludwig của ông. Với những cuộc hành quân hiển hách của mình, vị Vương đệ này đã giữ vững thành Breslau về tay nước Phổ. Trong giai đoạn tiếp tới của cuộc chiến, Friedrich II Đại Đế giành được nhiều thắng lợi như trận Liegnitz và trận Torgau vào năm 1760, rửa sạch nỗi nhục ở Kunersdorf. Những sóng gió giữa thảm họa Kunersdorf và chiến thắng Liegnitz đã chứng tỏ sự kiên cường anh dũng của vị vua Phổ tài năng trong chiến tranh. Kết thúc cuộc Chiến tranh Bảy năm thì ông - bất chấp những thảm bại ở Kolín và Kunersdorf - đã giữ vững được đất nước, và ông luôn tỏ ra kinh sợ trước sức mạnh của Đế quốc Nga, vì kinh nghiệm mà ông đã nếm trải trong trận Kunersdorf đẫm máu này - vốn được xem là thất bại bi đát nhất của vua Phổ cũng như một trong hai đại thắng tiêu biểu của quân Nga trong chiến tranh, cùng với trận Züllichau trước đó. Những thắng lợi của Quân đội Nga trước Friedrich II Đại Đế như trận Kunersdorf đã khiến cho họ trở thành một lực lượng quan trọng trong cuộc Chiến tranh Bảy năm và gây nên cho người Nga những ký ức huy hoàng về Sa hoàng Pyotr I Đại Đế năm xưa. Ngoài ra, thắng lợi vẻ vang của quân Nga ở Kunersdorf có sự tham gia của Đại Nguyên soái Aleksandr Vasilyevich Suvorov sau này, và mở ra sự nghiệp bách thắng của ông.
Vào nửa cuối thế kỷ thứ XIX, sau khi Thủ tướng Bismarck bị Hoàng đế Wilhelm II sa thải, ông từng nói: "Chúng ta hãy hy vọng rằng trong cơn khủng hoảng Hoàng đế sẽ dũng cảm và sẵn sàng hy sinh như Friedrich II Đại Đế ở Zorndorf, Hochkirch và Kunersdorf,". Vào năm 1918, lúc nước Đức gần thất trận trong cuộc Chiến tranh thế giới thứ nhất, vua Wilhelm II có lúc không muốn thoái ngôi, và nhiều người có tư tưởng cực đoan nghĩ rằng ông không muốn thoái vị mà muốn "xông lên tiền tuyến đằng trước một Trung đoàn" - mà Vương triều nhà Hohenzollern đã có một tiền lệ thể hiện qua câu thét của nhà vua Friedrich II Đại Đế lúc tàn binh đang tháo chạy qua các cây cầu sông Oder sau khi bị đánh tan ở Kunersdorf: "Sẽ không có một viên đạn ghê tởm nào giết chết Ta chứ ?" Trong cuộc Chiến tranh thế giới thứ hai, sau khi Đức Quốc xã đại bại ở trận Stalingrad (1943), Bộ Tuyên truyền Đức có truyền đơn như sau:
Khi Hồng quân Liên Xô đã tiến gần đến thủ đô Berlin, Lãnh tụ Adolf Hitler luôn tỏ ra căm ghét người Nga và thảm họa Kunersdorf của Friedrich II Đại Đế đã trở thành một ký ức nảy lửa và đầy tính cảnh báo cho ông ta.

### Tiếng Nga
- Мерников А. Г., Спектор А. А. Всемирная история войн. — Минск., 2005.
- Масловский, Дмитрий Федорович: Русская армия в Семилетнюю войну, Выпуск 1, Типография В. Березовского, Москва 1891
- И. В. фон Архенгольц Сражение семилетней войны. — Москва., 2001

### Tiếng Ba Lan
- Mirosław Grzegorz Przeździecki, Kunersdorf 1759, Wydawnictwo Bellona, Warszawa 1996
- Bolszaja Sowietskaja Encykłopedia t. 14 Moskwa 1973.

### Tiếng Đức
- Johannes Burkhardt: Vom Debakel zum Mirakel. Zur friedensgeschichtlichen Einordnung des Siebenjährigen Krieges, in: Menschen und Strukturen in der Geschichte Alteuropas. Festschrift für Johannes Kunisch zur Vollendung seines 65. Lebensjahres, dargebracht von Schülern, Freunden und Kollegen, hg.v. Helmut Neuhaus / Barbara Stollberg-Rilinger (Historische Forschungen, Bd. 73), Duncker & Humblot, Berlin 2002, S. 299-318
- Großer Generalstab, Kriegsgeschichtliche Abteilung II. (Hrsg.): Die Kriege Friedrichs des Großen. Dritter Teil: Der Siebenjährige Krieg 1756-1763. Band 10: Kunersdorf. Mittler, Berlin 1912.
- Johann Ludwig Kriele: Ausführliche und zuverlässige historisch-militaerische Beschreibung der Schlacht von Kunersdorf und Frankfurt am 12. Aug. 1759. Mit beigefuegtem genauen Situations-Plane nebst verschiedenen Nachrichten der Schicksale Frankfurts und der umliegenden Gegend in damaliger Zeit. Maurer, Berlin 1801, (Auch Nachdruck: Rieger, Karwe bei Neuruppin 2003).
- Johannes Kunisch: Das Mirakel des Hauses Brandenburg. Studien zum Verhältnis von Kabinettspolitik und Kriegführung im Zeitalter des Siebenjährigen Krieges, R. Oldenbourg Verlag, München / Wien 1978 (154 Seiten)
- Jürgen Sternberger: Das Mirakel von Brandenburg. Pro BUSINESS Verlag, Berlin 2009, ISBN 978-3-86805-413-2.